# Conus pacificus
Conus pacificus é uma espécie de gastrópode do gênero Conus, pertencente à família Conidae.